# Erich Hupe
Erich Hupe (* 19. März 1932 in Minden; † 1996 in Marburg) war ein deutscher Rechtswissenschaftler in Marburg. Sein wissenschaftlicher Schwerpunkt war das Strafrecht.

## Leben
Hupe studierte an der Philipps-Universität Marburg Rechtswissenschaft. 1955 wurde er im Corps Guestphalia Marburg recipiert. Er bestand 1958 die erste und 1964 die zweite juristische Staatsprüfung. 1967 wurde er in Marburg zum Dr. iur. promoviert. Die Universität Marburg berief ihn 1972 als o. Professor für Kriminologie, Strafrecht und Strafverfahrensrecht. Er starb mit 64 Jahren im Amt.

## Werke
- Falsum, fraus und stellionatus im römischen und germanischen Recht bis zur Rezeption : eine rechtsvergleichende Studie zur Dogmengeschichte der Fälschungsdelikte und des Betruges, 1967. OCLC 614239312
- Das System der allgemeinen Strafrechtslehre : Aufbauschemen, Übersichten und Begriffsbestimmungen für die Bearbeitung praktischer Strafrechtsfälle. Marburg 1970. OCLC 10410893